# Allium baekdusanense
Allium baekdusanense — вид рослин з родини амарилісових (Amaryllidaceae); ендемік Кореї.

## Поширення
Ендемік Кореї.